# Elaine Miles
Elaine Miles (nascida em 7 de abril de 1960) é uma atriz americana mais conhecida por seu papel como Marilyn Whirlwind na série de televisão Northern Exposure.

## Juventude
Elaine Miles nasceu em Pendleton, Oregon, em 7 de abril de 1960, de ascendência Cayuse/Nez Perce e viveu até os três anos de idade na Reserva Indígena Umatilla, no leste do Oregon. Sua família mudou-se então para Renton, Washington, onde seu pai era maquinista de Boeing. Ela aprendeu muitas das habilidades tradicionais em sua juventude – contar histórias, fazer contas, cerâmica e tecelagem – e é uma dançarina tradicional premiada.

## Carreira
Foi oferecido a Miles o papel de Marilyn Whirlwind quando ela foi vista na sala de espera para um teste. Isso foi uma surpresa, pois ela não foi com nenhuma intenção de fazer o teste - ela estava lá apenas para dar uma carona para sua mãe, Armenia Miles. Ela não tinha experiência anterior em atuação. Ela ganhou respeito na comunidade indígena americana, não apenas por retratar uma mulher Tlingit, mas por seus esforços para garantir que a personagem fosse uma representação culturalmente precisa. Miles foi nomeada Mulher Nativa Americana do Ano em 1993, e Índio Celebridade da América do Ano em 1995.
Em 1995, Miles foi indicada ao Screen Actors Guild Award como parte do elenco de Northern Exposure na categoria Melhor Performance de Elenco em Série de Comédia.
Desde Northern Exposure, Miles fez turnês com sua dança e comédia stand-up, foi MC em vários Pow-wows e teve papéis em filmes independentes como Smoke Signals, Skins e The Business of Fancydancing. Com o colega comediante Drew LaCapa (Apache), ela fez um vídeo de exercícios ("RezRobics") abordando as taxas de diabetes entre os nativos americanos. O vídeo mistura dança pow wow, artes marciais e movimentos aeróbicos com conselhos nutricionais. Em contraste com o aviso habitual do FBI, os criadores incentivam as pessoas a copiar o vídeo gratuitamente e distribuí-lo entre amigos e parentes no Indian country.

## Filmografia
| Ano       | Título                                                           | Personagem                     | Notas                                  |
| --------- | ---------------------------------------------------------------- | ------------------------------ | -------------------------------------- |
| 1990–1995 | Northern Exposure                                                | Marilyn Whirlwind              | Série de TV, 110 episódios             |
| 1994      | Bill Nye the Science Guy                                         | Ela mesma                      | documentário, série de TV, 2 episódios |
| 1995      | Mad Love                                                         | Empregada                      | Longa-metragem                         |
| 1996      | The Rez                                                          | Mad Etta                       | Série de TV, 18 episódios              |
| 1996      | Pandora's Clock                                                  | Empregada                      | Minissérie de TV, 2 de 2 episódios     |
| 1998      | Scattering Dad                                                   |                                | Telefilme                              |
| 1998      | Smoke Signals                                                    | Lucy                           | Longa-metragem                         |
| 2002      | The Business of Fancydancing                                     | Kim                            | Longa-metragem                         |
| 2002      | Skins                                                            | Rondella Roubaix               | Longa-metragem                         |
| 2003      | Images of Indians: How Hollywood Stereotyped the Native American | Ela mesma, arquivo de filmagem | documentário, telefilme                |
| 2007      | Tortilla Heaven                                                  | Caridad                        | Longa-metragem                         |
| 2008      | Fry Bread Babes                                                  | Ela mesma                      | documentário, curta-metragem           |
| 2009      | Wyvern                                                           | Deputada Barnes                | Telefilme                              |
| 2012      | Universal VIP                                                    | N'ah                           | Curta-metragem                         |
| 2012      | By the Salish Sea                                                | Mulher Salish                  | voz, curta-metragem                    |
| 2014      | Four Quarters                                                    | Sra. Burke                     | Longa-metragem                         |
| 2015      | Fishing Naked                                                    | Louise 'Vovó' Ottertale        | Longa-metragem                         |
| 2019      | Juanita                                                          | Mountain                       | Longa-metragem                         |
| 2023      | The Last of Us                                                   | Florence                       | Episódio: "Kin"                        |